# Every Mother's Son (film fra 1918)
Every Mother's Son er en amerikansk stumfilm fra 1918 af Raoul Walsh.

## Medvirkende
- Charlotte Walker
- Percy Standing
- Edwin Stanley
- Ray Howard
- Gareth Hughes